# Клеточные
Клеточные (лат. Cytota) — совокупность организмов, имеющих клеточную структуру. К ним относятся все организмы, кроме вирусов и прионов. Противоположность клеточным — бесклеточные. Клеточные делятся на эукариотов и прокариоты. Некоторые прокариоты (археи) схожи с эукариотами клеточной стенкой, и их объединяют в кладу Neomura. Другие, не схожие с эукариотами, именуются бактерии.